# Сорин, Павел Михайлович
Павел Михайлович Сорин (родился 12 марта 1995 года) — российский гребец (академическая гребля).
Тренируется в Пскове у Матвеева С. Ю. и Смородской Г. М. в ГБОУДОД ДЮЦСП-Динамо. Приказом министра спорта № 51-нг от 12 мая 2014 года присвоено спортивное звание — мастер спорта России.
Чемпион Европы 2015 года. Вице-чемпион Европы 2016 года.